# 諏訪神社 (深谷市上柴町)
諏訪神社（すわじんじゃ）は埼玉県深谷市上柴町の神社。

## 概略と沿革
深谷城主上杉家である柴崎淡路介がこの地に住み着き諏訪社を祀ったものが起源とされる。
昭和19年（1944年）に社殿が焼失し、本殿は再興されたが、拝殿が再建されたのは昭和60年（1985年）である。

## 交通アクセス
- 籠原駅より徒歩35分。